# Costa d'Avorio ai Giochi della XXX Olimpiade
La Costa d'Avorio ha partecipato ai Giochi della XXX Olimpiade di Londra, che si sono svolti dal 27 luglio al 12 agosto 2012, con una delegazione di 10 atleti.

## Atletica leggera
Gare maschili
| Atleta            | Gara  | Batterie | Batterie   | Quarti | Quarti | Semifinali | Semifinali | Finale          |
| Atleta            | Gara  | Tempo    | Pos.       | Tempo  | Pos.   | Tempo      | Pos.       | Tempo           |
| ----------------- | ----- | -------- | ---------- | ------ | ------ | ---------- | ---------- | --------------- |
| Ben Youssef Meïté | 100 m | 10"06    | 2° Q       | N.D.   |        | 10"13      | 6°         | non qualificato |
| Ben Youssef Meïté | 200 m | non      | completato | N.D.   | N.D.   |            |            |                 |

Gare femminili
| Atleta             | Gara           | Batterie | Batterie | Quarti | Quarti | Semifinali | Semifinali  | Finale |      |
| Atleta             | Gara           | Tempo    | Pos.     | Tempo  | Pos.   | Tempo      | Pos.        | Tempo  | Pos. |
| ------------------ | -------------- | -------- | -------- | ------ | ------ | ---------- | ----------- | ------ | ---- |
| Murielle Ahouré    | 100 m          |          |          |        |        |            |             |        |      |
| Murielle Ahouré    | 200 m          | 22"55    | 1° Q     | N.D.   | N.D.   | 22"49      | 2° Q        | 22"57  | 6°   |
| Rosvitha Okou      | 100 m ostacoli | 13"62    | 6°       | N.D.   | N.D.   | non        | qualificata |        |      |
| Marie Joseé Ta Lou | 200 m          |          |          | N.D.   | N.D.   |            |             |        |      |

## Judo
Maschile
| Atleta        | Gara  | 32-esimi                         | 16-esimi             | Quarti               | Semifinali           | 1° Ripescaggio       | 2° Ripescaggio       | Finale               | Finale     |
| Atleta        | Gara  | Avversario Risultato             | Avversario Risultato | Avversario Risultato | Avversario Risultato | Avversario Risultato | Avversario Risultato | Avversario Risultato | Classifica |
| ------------- | ----- | -------------------------------- | -------------------- | -------------------- | -------------------- | -------------------- | -------------------- | -------------------- | ---------- |
| Kinapeya Kone | 90 kg | D. Gerasimenko (Ser) P 0000-1000 |                      |                      |                      |                      |                      |                      |            |

## Nuoto
Maschile
| Atleta               | Gara              | Batterie | Batterie | Semifinali | Semifinali  | Finale | Finale |
| Atleta               | Gara              | Tempo    | Pos.     | Tempo      | Pos.        | Tempo  | Pos.   |
| -------------------- | ----------------- | -------- | -------- | ---------- | ----------- | ------ | ------ |
| Kouassi Olivier Brou | 50 m stile libero | 25"82    | 44°      | non        | qualificato |        |        |

Femminili
| Atleta       | Gara              | Batterie | Batterie | Semifinali | Semifinali  | Finale | Finale |
| Atleta       | Gara              | Tempo    | Pos.     | Tempo      | Pos.        | Tempo  | Pos.   |
| ------------ | ----------------- | -------- | -------- | ---------- | ----------- | ------ | ------ |
| Assita Toure | 50 m stile libero | 33"09    | 65°      | non        | qualificata |        |        |

## Lotta
Lotta libera femminile
| Atleta              | Gara             | Qualificazione       | 16-esimi             | Quarti               | Semifinali           | 1° Ripescaggio       | 2° Ripescaggio       | Finale               | Finale     |
| Atleta              | Gara             | Avversario Risultato | Avversario Risultato | Avversario Risultato | Avversario Risultato | Avversario Risultato | Avversario Risultato | Avversario Risultato | Classifica |
| ------------------- | ---------------- | -------------------- | -------------------- | -------------------- | -------------------- | -------------------- | -------------------- | -------------------- | ---------- |
| Tanoh Rosalie Benie | -48 kg femminile |                      |                      |                      |                      |                      |                      |                      |            |

## Taekwondo
| Atleta      | Gara             | 16-esimi                    | Quarti               | Semifinali           | 1° Ripescaggio       | 2° Ripescaggio       | Finale               | Finale     |
| Atleta      | Gara             | Avversario Risultato        | Avversario Risultato | Avversario Risultato | Avversario Risultato | Avversario Risultato | Avversario Risultato | Classifica |
| ----------- | ---------------- | --------------------------- | -------------------- | -------------------- | -------------------- | -------------------- | -------------------- | ---------- |
| Ruth Gbagbi | -67 kg femminile | Hwang Kyung-Sun (Kor) P 1-4 |                      |                      |                      |                      |                      |            |

## Tiro con l'arco
| Atleta           | Gara        | Round di qualificazione | Round di qualificazione | 64-esimi               | 32-esimi             | 16-esimi             | Quarti               | Semifinali           | Finale               | Finale          |
| Atleta           | Gara        | Punteggio               | Seed                    | Avversario Punteggio   | Avversario Punteggio | Avversario Punteggio | Avversario Punteggio | Avversario Punteggio | Avversario Punteggio | Classifica      |
| ---------------- | ----------- | ----------------------- | ----------------------- | ---------------------- | -------------------- | -------------------- | -------------------- | -------------------- | -------------------- | --------------- |
| Philippe Kouassi | Individuale | 638                     | 59                      | Gaël Prevost (6) P 4-6 | Non qualificato      | Non qualificato      | Non qualificato      | Non qualificato      | Non qualificato      | Non qualificato |